# Potentilla simplex
Espèce
Potentilla simplex est une espèce de plantes de la famille des Rosacées originaire d'Amérique du Nord.